# 鲁日蒙堡
鲁日蒙堡（法語：Rougemont-le-Château，法語發音：[ʁuʒmɔ̃ lə ʃato]）是法国勃艮第-弗朗什-孔泰大区贝尔福地区省的一个市镇，位于该省东北部，属于贝尔福区。

## 地理
鲁日蒙堡（47°44'8"N, 6°58'2"E）面积16.64 平方千米，位于法国勃艮第-弗朗什-孔泰大區贝尔福地区省，该省份为法国东北部内陆省份，东临上莱茵省，北起孚日省，西接上索恩省，南与杜省和瑞士接壤。
与鲁日蒙堡接壤的市镇（或旧市镇、城区）包括：马斯沃-尼德布吕克、昂茹泰、埃蒂丰、拉马德莱娜-瓦勒德桑日、勒瓦勒、罗马尼苏鲁日蒙。

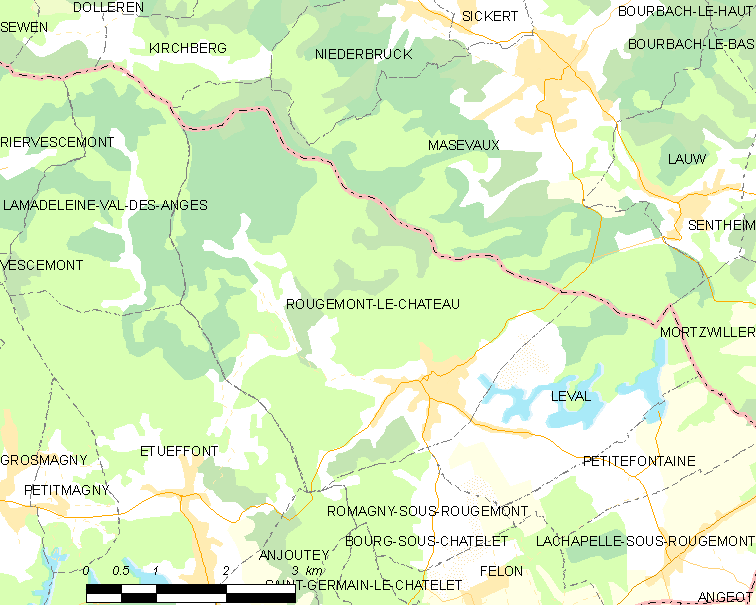
鲁日蒙堡的OSM定位图

鲁日蒙堡的时区为UTC+01:00、UTC+02:00（夏令时）。

## 行政
鲁日蒙堡的邮政编码为90110，INSEE市镇编码为90089。

## 政治
鲁日蒙堡所属的省级选区为日罗马尼县。

## 人口

1962-2008年间鲁日蒙堡人口变化图示

鲁日蒙堡于2022年1月1日时的人口数量为1481人。